# Глад (филм из 2008)
Глад је британско-ирска историјска драма из 2008. режисера Стива Маквина у којој главне улоге тумаче Мајкл Фасбендер, Лијам Канингхем и Лијам Макман. Филм се бави штрајком глађу у Ирској 1981. године, а сценарио је заједно са Маквином написала Енда Волш.

### Радња
Глад прати последње месеце живота Бобија Сендса, активисте ИРА-е, који се буни против третмана у затвору штрајкујући глађу. Затвореници из озлоглашеног блока Х протестују јер не желе да носе стандардне затворске униформе и сматрају да треба да буду признати као политички затвореници. Како штрајк не даје никакве резултате, Боби Сендс одлучује да промени курс протеста отпочињући штрајк глађу. Он одбија да једе док званичници не признају ИРА као легитимну политичку организацију.

### Улоге
- Мајкл Фасбендер као Боби Сендс
- Лијам Канингхем као отац Доминик Моран
- Лијам Макман као Гари Камбел
- Стјуарт Грејам као Рејмонд Лоан